# 1968年夏季奥林匹克运动会蒙古代表团
1968年夏季奥林匹克运动会蒙古代表团是蒙古派出的1968年夏季奥林匹克运动会代表团。